# グリゴリー・フェイギン
グリゴリー・ヤコフレヴィチ・フェイギン（ロシア語: Григо́рий Я́ковлевич Фе́йгин；ラテン文字転写例:Grigory Yakovlevich Feygin、1937年4月28日 - 2018年3月29日）は、ソビエト連邦のヴァイオリン奏者。

## 経歴
1937年、ウクライナ・ソビエト社会主義共和国のハルキウで生まれた。ハルキウ音楽院でヴァイオリンを学び、1956年からモスクワ音楽院に進学してダヴィッド・オイストラフの薫陶を受けた。
1961年にプラハ国際音楽コンクールで優勝を果たした 。1963年からピアニストのイーゴリ・ジューコフのジューコフ・ピアノ三重奏団にチェリストの兄ヴァレンティン・フェイギンと共に参加した。日本との関係では、1995年から武蔵野音楽大学の客員教授を務めた。

## 家族・親族
- 妻：エレーナ・アシュケナージはピアニスト。著名なピアニストであり指揮者であるウラディミール・アシュケナージの妹である。エレーナも元武蔵野音楽大学客員教授[5]。
- 甥：ドミトリー・フェイギンはチェリスト。東京音楽大学教授。

## 脚註